# Lojoön
Lojoön (finska: Lohjansaari) är en ö i Finland. Den ligger i Lojo sjö i Lojo stad i landskapet Nyland, i den södra delen av landet, 60 km väster om huvudstaden Helsingfors. Öns area är 19,8 kvadratkilometer och dess största längd är 9,8 kilometer i sydväst-nordöstlig riktning.